# Henning Binnewies
Henning Binnewies (* 10. März 1950 in Braunschweig) ist ein deutscher Politiker (SPD). Er war von 2006 bis 2011 Oberbürgermeister der niedersächsischen Stadt Goslar.

## Leben
Henning Binnewies wuchs in Braunschweig auf. Er studierte ab 1969 Rechtswissenschaft an der Georg-August-Universität Göttingen. An der Universität war er bis 1979 als wissenschaftliche Hilfskraft tätig.
Von 1979 bis 1980 war Binnewies Regierungsassessor des Regierungsbezirks Braunschweig. Von 1980 bis 1990 war er im Landkreis Goslar als Leiter des Dezernats IV zuständig für Ordnungs-, Straßenverkehrs-, Veterinäramt, Abfallwirtschaft, Öffentlichkeitsarbeit und Wirtschaftsförderung.

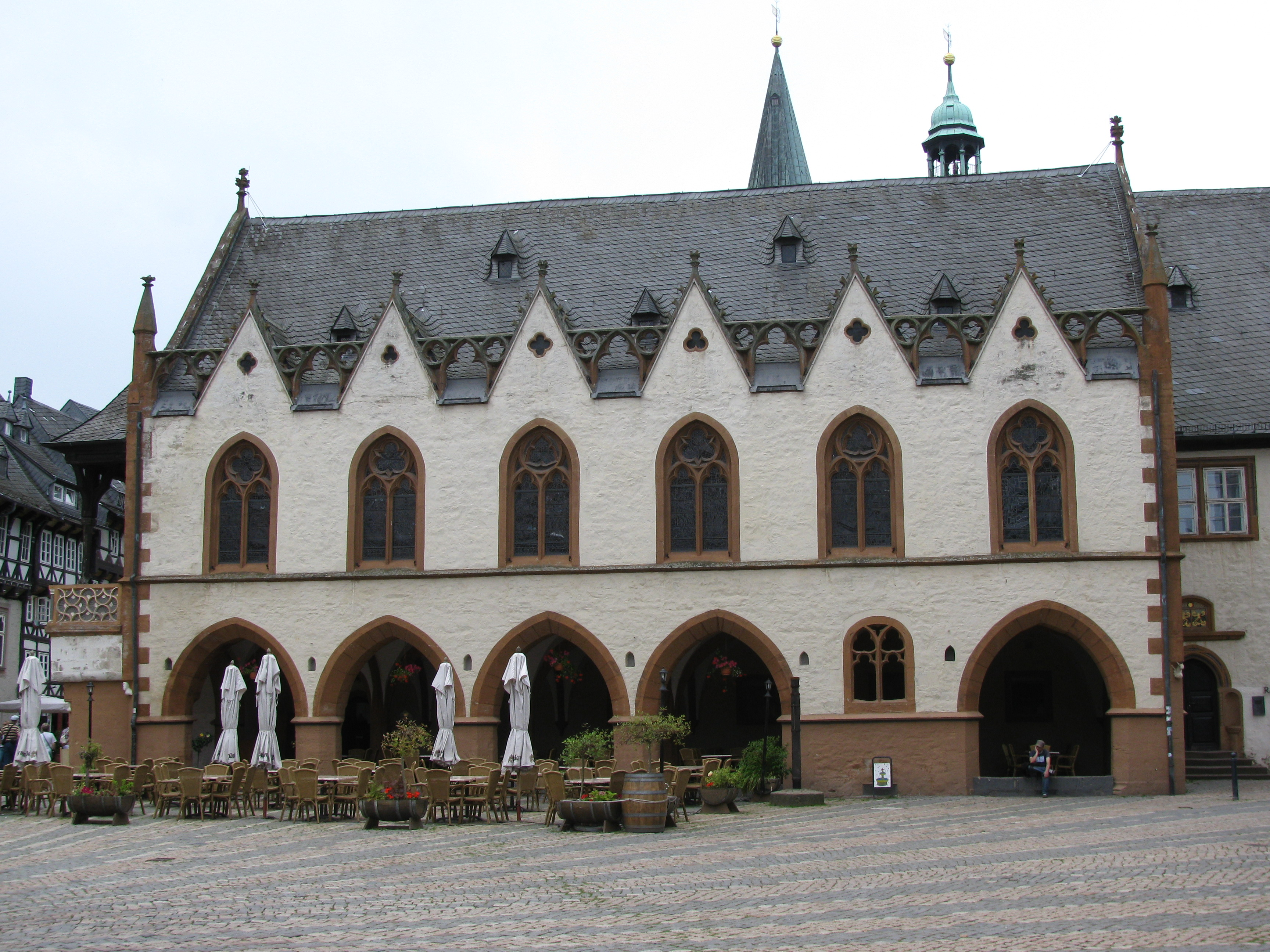
Goslarer Rathaus

Von 1990 bis 2000 arbeitete Binnewies in Hamburg, für die ersten fünf Jahre unter anderem als Leiter des Amtes für Ernährung, Landwirtschaft und Marktwesen und ab 1995, nach Umstrukturierung des Amtes, als Leiter des Amtes für Wirtschaft und Landwirtschaft. Er vertrat dort die Stadt in verschiedenen Aufsichtsgremien.
Zurück in Niedersachsen leitete er von 2000 bis 2003 in der Niedersächsischen Staatskanzlei die Abteilung Landesplanung und -entwicklung und amtierte als Nachfolger von Wolfgang Meyerding als Beauftragter für Staatsmodernisierung.
Von 2003 bis 2006 war Binnewies im niedersächsischen Ministerium für den ländlichen Raum, Ernährung, Landwirtschaft und Verbraucherschutz Leiter der Abteilung für Agrarverwaltung, Raumordnung, Landesentwicklung, Liegenschaften und den ländlichen Raum.
Zum 1. November 2006 trat er als Nachfolger von Otmar Hesse (SPD) das Amt des Oberbürgermeisters von Goslar an. Nach dem ersten Wahlgang hatte er gerundet 43,1 Prozent der Stimmen gegenüber 34,4 Prozent des CDU-Kandidaten Armin Kalbe. In der Stichwahl setzte er sich mit 60,1 Prozent der Stimmen durch.
Am 24. Februar 2010 wurde vom Rat der Stadt Goslar wegen der Überschuldung der Stadt ein Disziplinarverfahren gegen Henning Binnewies beantragt. Henning Binnewies bot daraufhin an, zum 31. August 2011 vom Amt des Goslarer Oberbürgermeisters abzutreten. Die von ihm gestellten Bedingungen für seinen Rücktritt wurden von den Fraktionen jedoch nicht akzeptiert. Am 15. Februar 2011 beschloss der Rat der Stadt Goslar mit 34 zu 3 Stimmen ein Verfahren zur Abwahl des Oberbürgermeisters einzuleiten. In einer Abstimmung am 10. April 2011 sprachen sich die Goslarer Bürger mit 87,1 Prozent der Stimmen für die Abwahl des Oberbürgermeisters aus. Die Wahlbeteiligung lag bei 43,5 Prozent. Damit schied Henning Binnewies nach der offiziellen Feststellung des Ergebnisses am 11. April 2011 aus dem Amt. Ihm standen bis zum regulären Amtsende im Jahre 2014 knapp 75 Prozent seiner Bezüge zu.